# Boisson énergisante
Ne doit pas être confondu avec boisson énergétique.

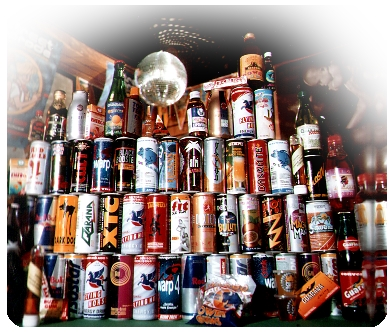
Ensemble de canettes de diverses boissons énergisantes.

Une boisson énergisante — à ne pas confondre avec une boisson énergétique — est une boisson destinée à donner un regain d'énergie à son consommateur, en utilisant un mélange d'ingrédients stimulants.
Ces boissons contiennent souvent une grande variété de composés organiques excitants comme la caféine, ou d'autres comme les vitamines de la série B, et parfois des extraits de plantes comme la guarana. Ces composés sont associés à des acides aminés comme l'arginine, la taurine qui permettrait d'accroître la durée d'effet des excitants. Mais ce ne sont pas les acides aminés comme la taurine qui font l'efficacité de ces boissons. Quelques plantes contribuent aux arômes et effets proposés, parmi lesquelles la guarana, différentes formes de ginseng et de ginkgo biloba.
Elles sont aussi très sucrées, majoritairement à partir de sucre raffiné parfois avec un édulcorant (succédanés de sucre). L'ingrédient actif principal est la caféine, issue d'extrait de guarana et présente dans le café et le thé. Un format moyen, soit autour de 250 ml selon les régions, contient environ 80 mg de caféine, la même quantité qu'un café préparé par lixiviation. Les teneurs peuvent monter jusqu'à 150 mg de caféine, et même 300 mg, selon le format et la marque.
Les plus grands consommateurs de ces boissons sont les jeunes, près de 65 % des consommateurs sont âgés de 35 ans et moins.
Une évaluation des impacts possibles de ces boissons sur la santé a été lancée dans certains pays, dont le Canada en 2005 et la France en 2008.

## Histoire

### Excitants, remontants et nourrissants
Traditionnellement, le verre de vin ou d'alcool de fruit ajouté de miel, le bouillon de légumes et de poulet, mais aussi le sang extrait d'un animal au moment de l'abattage, furent longtemps considérées comme des boissons énergisantes. L'hydromel par exemple est perçu dès l'Antiquité comme un breuvage stimulant, antiseptique, moins dangereux que l'eau, auquel on ajoute parfois des herbes médicinales.
Les boissons énergisantes ont été commercialisées pour la première fois en Écosse en 1901 sous le nom de « Iron Brew ». Mais elles n'ont eu de véritable succès qu'au début des années 1960 au Japon et en Corée du Sud.
L'origine du concept industriel de boisson redonnant tonus et vitalité remonte à la première moitié du XIXe siècle quand apparaissent dans les officines des grandes villes occidentales des bouteilles en verre contenant liqueurs, cordiaux, sirops et autres breuvages à base d'extraits d'écorces de quinquina mélangés à un alcoolat et à du sucre. Elles sont publicisées à travers la presse écrite, et ciblent les personnes souffrant d'asthénie, de fièvre, etc. Elles viennent concurrencer l'alcool (et ses dérivés), le thé, le sucre, le tabac et surtout le café, qui reste l'excitant le plus populaire, mais qui rencontre de plus en plus d'ennemis au sein de la communauté scientifique, comme le rappelle Balzac, lui-même grand amateur de ce breuvage, dans son fameux Traité des excitants modernes (1839).
En 1863, à Paris, le pharmacien français Joseph Bain lance peut-être le premier « vin tonique et nutritif » contenant de la coca, suivi en mai 1865 par le « Coca Élixir péruvien » des frères Lacaux (Limoges). Mais le plus célèbre des vins de coca reste le vin Mariani, lancé à Paris en 1873 puis commercialisé aux États-Unis dès 1880, considéré comme l'un des ancêtres du premier Coca-Cola, le « French Wine Coca », qui était en 1885 une boisson alcoolisée et vendue comme tonifiante et reconstituante.
Au début des années 1870, sont commercialisées d'abord en Grande-Bretagne, les premiers concentrés liquides et poudres lyophilisées à base d'extrait de viande : dilués dans de l'eau chaude, ils se veulent revitalisant, comme l'attestent les premières publicités d'une multinationale comme Liebig.
Enfin, apparaissent des poudres lactées diététiques, à base de phosphates, produits destinés aussi bien aux jeunes enfants qu'aux mères ; en France la plus connue reste la « Phosphatine Falières ». En 1914, est lancée la poudre chocolatée Banania : elle se vend en tant que « puissant aliment liquide », et est recommandée aux soldats du front français lors de la Première Guerre mondiale, comme « suralimentation intensive », et donc comme boisson énergisante.
Entre 1890 et 1925, l'alcool est progressivement éliminé des breuvages, il est interdit dans certains États américains, tandis que la coca se voit inscrite au registre des substances prohibées. En 1903, Coca-Cola décocaïnise sa boisson ; en 1907, le vin Mariani fait de même.

### Du sans alcool
Au Royaume-Uni, Lucozade (en), d'abord vendu sous le nom « Glucozade » (1927), a été mis sur le marché en 1929 comme une boisson délivrée à l'hôpital et qui « aide à guérir » les personnes touchées par la grippe. Au début des années 1980, elle est vendue comme étant une boisson énergétique, qui « recouvre l'énergie perdue », ciblant donc les sportifs. Elle contient principalement du sirop de glucose (25 %), de l'acide citrique et de la caféine.
Au Japon, le phénomène des boissons énergisantes date au moins du début des années 1960, avec la mise en marché de Lipovitan qui contient de la taurine, de la nicotine et, entre autres, de la caféine. Elle cible les personnes sujettes à l'épuisement. La plupart des produits énergisants au Japon ne ressemblent pas à des boissons gazeuses, mais sont plutôt conditionnées dans des petites bouteilles en verre brun qui ressemblent à des contenants de médicament. Ces boissons, qui sont aussi produites en Corée du Sud, visent principalement les hommes d'affaires pour les aider à travailler de longues heures ou rester éveillé le soir à la maison.
En Europe, les boissons énergisantes ont commencé à faire surface par Dietrich Mateschitz, un entrepreneur autrichien qui a développé le Red Bull, basé sur une boisson thaïlandaise, le Krating Daeng, lui-même basé sur le Lipovitan : ainsi, ce concept de boisson repose sur l'extraction de certains tissus animaux, du tabac et du café.
Aux États-Unis, Red Bull a été importé en 1997. En France, il est largement leader du secteur en termes de part de marché comme de chiffre d'affaires.
Les boissons énergisantes deviennent populaires sous forme de mélanges alcoolisés. Les boissons comme Sparks (en) et 3Sum sont des boissons énergisantes titrent 6 % d'alcool.
D'autres boissons énergisantes reposent sur l'adjonction d'extraits de ginseng, de guarana, etc. Pour, en principe, lutter contre les risques de diabète et la surcharge pondérale, certaines boissons proposent du « sans sucre », du « zéro calorie », utilisant des édulcorants tels que l'aspartame, par exemple.
La plupart de ces produits recommandent au consommateur de ne pas en absorber plus d'une certaine quantité quotidienne.

### Chiffres de ventes
Les ventes annuelles en France en grande surface sont de 124 millions d'euros pour 30 millions de litres soit 5,4 % des 2 300 millions d'euros de boissons sans alcool, mais avec une croissance annuelle en volume de 16,2 % contre un recul de 3 % pour le leader Coca-Cola. Pour le député socialiste et cardiologue Gérard Bapt, rapporteur du budget de la Sécurité sociale à l'Assemblée nationale, « Les boissons énergisantes favorisent […] le binge drinking chez les jeunes ». Trente crises d'épilepsie, psychiatriques ou accidents cardiaques dont deux mortels, liés à leur consommation, souvent avec de l'alcool, sont rapportés par l'Institut de veille sanitaire et l'Agence nationale de sécurité sanitaire de l'alimentation, de l'environnement et du travail de mi-2008 à 2012.

## Risques liés à la consommation des boissons énergisantes
Le marché des boissons énergisantes n'a cessé de croître depuis les années 2000, passant de 200 millions de dollars US en 2002 à 1 milliard en 2007. Leur goût sucré, voire semblable à celui de boissons gazeuses, les rend populaires auprès des adolescents et des jeunes adultes, qui les préfèrent aux cafés, thés ou autres boissons classiques. Si la plupart des gens de ce groupe d'âge reconnaissent la nécessité de modérer leur consommation de ces mêmes boissons classiques, le goût et la présentation distinctes des boissons énergisantes ne fait pas l'objet d'une telle inhibition. En 2010, la Food and Drug Administration (FDA) a signifié aux fabricants de boissons alcoolisées enrichie en caféine qu'elles ne sont pas sans danger. L’émission Enquête de Radio-Canada du 24 octobre 2019 présente l’histoire de deux jeunes Canadiens, dont la mort est questionnée en lien avec leur consommation de boissons énergisantes et la responsabilité de Santé Canada à ce sujet.
Cette caractéristique amène de nombreux professionnels à douter des vertus de ces boissons de par le volume absorbé quotidiennement,. En effet, les formats individuels varient habituellement de 250 mL à 710 mL. Habituellement présentées dans des canettes d'aluminium, donc souvent non-refermables, elles requièrent une consommation immédiate; l'effet des molécules actives, particulièrement la caféine, s'en trouve accru. La limite d'absorption quotidienne de caféine fixée à 400 mg par Santé Canada peut facilement être dépassée. Les symptômes ponctuels varient selon le métabolisme et la corpulence du consommateur, comptant l'insomnie, l'anxiété et l'apparition de palpitations cardiaques. Un surdosage chronique crée une accoutumance et entraînera des effets secondaires importants lors du sevrage tels l'hypertension artérielle passagère, les maux de tête et la bradycardie. Certains de ces symptômes peuvent être accrus par la présence de sodium dans certaines boissons jusqu'à 50 % de l'apport maximal quotidien recommandé (plus de 1 g par portion).
La consommation associée d'alcool est fréquente avec un risque de comportement non adapté, avec, en particulier, une sous estimation des effets de l'alcool. De plus la caféine contrecarre les effets sédatifs de l'alcool, pouvant entraîner une consommation plus importante de ce dernier, avec les risques que cela comporte. La consommation de boissons énergisantes pourrait également faciliter une dépendance à l'alcool.
En France, la distribution tardive a été causée par des réserves sur certains de ces effets sur la santé. En 2008, le ministre français de la Santé demanda à l'InVS et à l’Afssa de mettre en place un observatoire des effets éventuels de ces boissons. Les données disponibles en septembre 2008 ne permettaient pas de conclure à des effets aigus indésirables pour la boisson énergétique autres que ceux induits par la caféine. Quelques cas de personnes ayant présenté des symptômes de type neurologique incitent à la prudence même si l'existence d’un lien avec la consommation de la boisson énergisante y soulève toujours un doute. Le Ministère de la Santé déconseille la consommation des boissons énergisantes par les femmes enceintes, les sportifs et les enfants et recommande de ne pas associer cette consommation à des boissons alcoolisées. L’Institut national de santé publique du Québec (INSPQ) signale que la consommation de boissons énergisantes chez les femmes enceintes peut occasionner des retards de croissance fœtale et des risques d’avortement spontané en relation avec la caféine. Une journaliste de la presse canadienne rapportait en 2019 que l'Association québécoise des médecins du sport et de l'exercice (AQMSE) avait observé que la consommation de boissons énergisantes avec la pratique d’activités physiques produisait des effets secondaires allant de légers à sérieux. 
En 2012, une jeune américaine décède à la suite d'une arythmie cardiaque causée par une surdose de caféine, liée à une boisson énergisante. En 2020, Martin Juneau, cardiologue et directeur de la prévention à l’Institut de Cardiologie de Montréal, rapportait que plusieurs études ont démontré les impacts sur le cœur de la consommation de boissons énergisantes chez les jeunes, plus particulièrement sur la pression artérielle et le rythme cardiaque. 
Une étude publiée en 2016 publiée dans Alcoholism: Clinical and Experimental Research, basée sur le suivi durant six ans de 1 000 étudiants, confirme le lien entre ces boissons et le risque d'alcoolisme et de conséquences en santé publique et accidentologie. Les auteurs ont tenu compte de facteurs tels que les antécédents familiaux de consommation d'alcool, les tendances aux comportements à risque, la dépression, la consommation de café ou thé (autres sources de caféine). Ils montrent que statistiquement, plus un sujet consomme de boisson énergétique non-alcoolisée (quelle qu'en soit la marque), plus il est susceptible de conduire en état d'ébriété,. Après six ans de recherche, selon les dires des étudiants (âge moyen : 23 ans) presque tous ont bu de l'alcool au moins une fois dans l'année précédente, 25 % ont déjà conduit en état d'ébriété, 57 % boivent des boissons énergisantes et parmi ces derniers 56 % en buvaient tantôt seule, tantôt avec de l'alcool, alors que 15 % n'en boivent que mélangée avec de l'alcool et 27 % disent toujours les boire séparément.
Une hypothèse explicative pourrait être que les buveurs deviennent moins conscients de leur intoxication alcoolique quand ils ingèrent de la caféine avec de l'alcool. Des biais psychosociaux possibles ont été identifiés par les auteurs de l'étude : premièrement, certains des membres du panel suivi pour l'étude pourraient consommer des boissons énergisantes après avoir bu, pour soigner une gueule de bois. Deuxièmement, le type de personnes appréciant le plus les boissons énergisantes (ciblé par les publicités pour ces boissons), pourrait correspondre à des personnes relativement enclines à conduire en état d'ébriété ou à considérer cette conduite comme plus acceptable ; les campagnes de publicité et de marketing pour ces boissons énergisantes tendent à cibler un public de jeunes, « caractérisés par une notion idéalisée d'un mode de vie actif et passionnant, une attitude fièrement insouciante et intrépide de « vivre le présent » ...Dans ce cas, il serait plausible que les individus qui identifient un tel prototype pourrait également être à risque pour la conduite en état d'ébriété, car ils auraient tendance à écarter toute possibilité de préjudice ». Ils se pourraient même qu'une « volonté d'accepter voire d'embrasser un comportement stigmatisé (ici, l'alcool au volant) pourrait être surreprésentés dans le public-cible de ce marché » ajoutent les auteurs. Dans tous les cas, une consommation élevée (ou avec de l'alcool) de boisson énergétiques pourrait justifier des campagnes de prévention ciblées pour alerter les personnes sur le risque qu'elles prennent à conduire « avec des facultés affaiblies ».

### Législations
En raison des doutes quant à l'innocuité de ces produits, certains pays en ont réglementé l'accès, du moins chez les jeunes. Ainsi, en Norvège, la vente est limitée aux pharmacies ; elle est interdite aux moins de quinze ans en Suède. En France, il est interdit de consommer des boissons énergisantes dans les établissements scolaires.
En novembre 2012, Ramzan Kadyrov, le Président de Tchétchénie, charge son gouvernement de mettre au point un projet de loi interdisant la vente de boissons énergisantes. Une opinion similaire a été exprimée par l'inspecteur sanitaire en chef de la Russie, Gennady Onishchenko.

## Composition des boissons
Les boissons énergisantes possèdent des teneurs en ingrédients actifs variables selon les régions du monde, les saveurs et les marques. Le tableau suivant indique les teneurs en taurine et en caféine de boissons disponibles dans les pays francophones, rapportées sur 250 ml.
| Nom de boisson                        | Taurine (mg) | Caféine (mg) | Énergie (kcal) | Glucuronolactone (mg) |
| ------------------------------------- | ------------ | ------------ | -------------- | --------------------- |
| 9mm Energy Drink                      | 1 000        | 80           | 118            | 600                   |
| Amp Energy                            | 292          | 80           | 116            | ?                     |
| Battery Energy Drink                  | 1 000        | 80           | 125            | ?                     |
| Beach (France)                        | 1 000        | 80           | 112            | 600                   |
| Bitch (France)                        | 1 000        | 80           | 112            | 600                   |
| Celcius Énergie                       | 1094         | 140          | 200            | ?                     |
| Burn Energy Drink (hors France)       | 1 000        | 80           | 153            | ?                     |
| Burn Energy Drink (France)            | 0            | 80           | 158            | ?                     |
| Dark Dog (hors France)                | ?            | 80           | ?              | ?                     |
| Dark Dog (France)                     | 0            | 80           | 125            | 0                     |
| Duff                                  | 704          | 85           | 113            | ?                     |
| Énergie                               | 1 000        | 80           | ?              | 600                   |
| French Kiss Energize (France)         | 1 000        | 80           | 115            | 600                   |
| Full-Size Aphrodisiac Energy (France) | 1 000        | 80           | 208            | 600                   |
| Full Throttle, citron                 | 1 000        | 75           | ?              | ?                     |
| Grizzly power drink (France)          | 0            | 80           | 112            | 0                     |
| Grizzly power drink original          | 1 000        | 80           | 112            | 600                   |
| GURU Énergie Bio                      | 0            | 100          | 80             | ?                     |
| G'Z                                   | 1 000        | 80           | 117,5          | 0,575                 |
| Human energy                          | 1 000        | 80           | 115            | 600                   |
| Hype                                  | 1 000        | 80           | 43             | ?                     |
| Hype, enlite                          | 1 000        | 80           | 49             | ?                     |
| Kalashnikov Energy Drink              | ?            | 80           | 47,9           | ?                     |
| Long Horn Energy Drink, « original »  | 0            | 80           | 137,5          | ?                     |
| Long Horn Energy Drink, « taurine »   | 1 000        | 80           | 112,5          | ?                     |
| Lost                                  | 1 057        | 85           | ?              | 634                   |
| Mad West                              | 52,5         | 0,02 %       | ?              | ?                     |
| Mad West Fruité                       | 52,5         | 0,02 %       | ?              | ?                     |
| Monster Energy, Anti-Gravity          | 2 000        | 160          | 160            | ?                     |
| Monster Energy, Khaos                 | 1 057        | 82           | ?              | ?                     |
| Monster Energy, Original              | 1 057        | 82           | 120            | ?                     |
| Monster Energy, Ripper                | 1 057        | 82           | 117,5          | ?                     |
| NOS, fruité                           | 1 042        | 130          | 115            | 28                    |
| Rage                                  | 1 057        | 84           | ?              | 802                   |
| Power Poker Energy Drink              | 1 000        | 80           | 117,5          | 0,575                 |
| P6 Energy                             | 1 000        | 80           | 125            | ?                     |
| Red Bull (hors France)                | 1 000        | 80           | 112,5          | 600                   |
| Red Bull (France)                     | 1 000        | 52,5         | 115            | 600                   |
| Red Bull, diète                       | 1 000        | 80           | 7,5            | 0                     |
| Red rain                              | 1 000        | 80           | ?              | 600                   |
| Red Rave                              | 1 000        | 80           | ?              | 600                   |
| Red Rave, diète                       | 1 000        | 80           | ?              | ?                     |
| Rockstar                              | 1 001        | 101          | ?              | ?                     |
| Rockstar, diète                       | 1 001        | 85           | ?              | ?                     |
| Rockstar, Burner                      | 1 057        | 85           | ?              | ?                     |
| Rockstar, Juiced 50 %                 | 1 057        | 85           | ?              | ?                     |
| Rockstar, Juiced 70 %                 | 1 001        | 85           | ?              | 1136                  |
| Sobe, No fear                         | 1 000        | 80           | ?              | ?                     |
| SHARK                                 | 1 000        | 80           | 155            | 600                   |
| SO WOW energy                         | 0            | 15           | 105            | 0                     |
| Stoked Energy                         | 1 057        | 85           | ?              | 634                   |
| Taurus Energy Drink                   | 1 000        | 24           | 46             | 6                     |
| Thundertaste (Pays-Bas, Belgique)     | 1 000        | 80           | 112            | ?                     |
| Truc de Fou (France)                  | 1 000        | 80           | 115            | 600                   |
| Txori Gorri Energy Drink              | ?            | ?            | ?              | ?                     |
| Wild Dragon                           | ?            | ?            | ?              | ?                     |
| X-Tense, Original                     | ?            | 80           | 110            | ?                     |
| X-Tense, Zero                         | ?            | 80           | 11             | ?                     |
| Zubora Energy Drink                   | 1 000        | 52,5         | 115            | ?                     |

Certaines boissons énergisantes contiennent de la carnitine (aussi appelée L-carnitine, ou lévocarnitine), l'addition de cette molécule étant proscrite par Santé Canada pour tout « produit de santé naturel ». On en retrouve dans certaines boissons provenant des États-Unis, ou sur ordonnance.